# Gunjan Saxena: The Kargil Girl
Gunjan Saxena: The Kargil Girl è un film del 2020 diretto da Sharan Sharma.
Il film, di guerra e biografico di produzione indiana, è ispirato al pilota indiana Gunjan Saxena che partecipò alla guerra indo-pakistana del 1999.